# Quindina discolor
Espèce
Quindina discolor est une espèce d'opilions laniatores de la famille des Nomoclastidae.

## Distribution
Cette espèce est endémique du département de Magdalena en Colombie. Elle se rencontre vers Ciénaga.

## Description
Le mâle holotype mesure 4,1 mm et la femelle paratype 4,2 mm.

## Systématique et taxinomie
Cette espèce a été décrite par Pinzón-Morales et Pinto-da-Rocha en 2020.

## Publication originale
- Pinzón-Morales & Pinto-da-Rocha, 2020 : « Two new Colombian harvestmen of the genus Quindina Roewer, 1914 (Opiliones: Nomoclastidae). » Zootaxa, no 4748(3), p. 531–547.